# Altenhausen
Altenhausen es un municipio situado en el distrito de Börde, en el estado federado de Sajonia-Anhalt (Alemania), a una altitud de 120 metros. Su población a finales de 2015 era de unos 1120 habitantes y su densidad poblacional, 26 hab/km².